# Kraksztyn
Kraksztyn  – zbiornik przepływowy 9,5 km na wschód od Orzysza (województwo warmińsko-mazurskie, powiat piski, gmina Orzysz). Położone jest między wioskami Ogródek i Klusy. Łączy się wąskim przesmykiem z Jeziorem Lipińskim, a od Jeziora Kaleńskiego przedzielone jest jedynie drewnianym mostkiem. Jest jeziorem eutroficznym. Kraksztyn jest zbiornikiem płytkim; średnia głębokość wynosi 2,8 m.

## Flora
W południowej części jeziora znajduje się zatoka, która tworzy rozległe trzęsawiska z pływającą roślinnością jak: paprocie, zachylnik błotny, rdestnica połyskująca, rdestnica przeszyta, rdestnica pływająca, pływacz zwyczajny. W wodach występują prymitywne zwierzęta gąbki. Jezioro charakteryzuje bujna roślinność szuwarowa z szerokimi pasmami trzcinowisk. Towarzyszą im czasem nieduże skupiska tataraku zwyczajnego, manny mielec i strzałki wodnej. Roślinność otwartego lustra wody reprezentują: grążel żółty, grzybienie białe i północne, rdestnice, przeszyta i grzebieniasta, wywłócznik okółkowy oraz osoka aloesowata.